# Volcán Pedregal
El Volcán Pedregal es un volcán en escudo inactivo posiblemente extinto de Honduras localizado en las cercanías de la ciudad de Comayagüela al oeste de Tegucigalpa M.D.C.

## Características
El Pedregal se originó durante el periodo Cuaternario a través de erupciones basálticas y es uno de los volcanes más prominente en las tierras altas del centro de Honduras. Se caracteriza por ser de ángulo bajo aunque posee un enorme diámetro que ha hecho que con el paso de los siglos haya habido asentamientos humanos en el. En la cima se encuentra un enorme estanque de 300 metros cuadrados conocido como "Laguna el pedregal", que se formó a partir del cráter, que tras siglos de lluvia este se lleno de agua y se formó el estanque.
Restos aislados de flujos de las coladas de lava de El Pedregal y respiraderos separados se encuentran en áreas amplias principalmente al oeste cerca de Tegucigalpa. No obstante a pesar de gran diámetro no se ha registrado ninguna actividad suya durante los últimos milenios posiblemente a que este extinto ya que la última erupción en las cercanías de lo que es hoy Tegucigalpa sucedió hace 10,000 años en el pleistoceno, debido a esta inactividad se han construido diversos asentamientos en el.